# Acrisure Stadium
O Acrisure Stadium (antigamente chamado de Heinz Field) é um estádio localizado em Pittsburgh, Pensilvânia (Estados Unidos). É a casa do time de futebol americano Pittsburgh Steelers, da NFL.
O estádio foi construído ao lado do Three Rivers Stadium, antigo estádio de baseball Pittsburgh Pirates (que mudaram-se para o PNC Park). As obras começaram em 18 de Junho de 1999 e foi inaugurado em 24 de Agosto de 2001. Custou US$ 281 milhões de dólares e tem capacidade para 72.550 torcedores. Quando o estádio ficou pronto o antigo foi demolido e hoje dá lugar ao estacionamento do novo estádio.
Por quase vinte anos o estádio tinha o nome de Heinz Field, sendo que esse nome vinha de uma marca de Ketchup norte-americana que comprou os naming rights, o que levou o estádio a ser apelidado de "The Mustard Palace" ("O Palácio de Mostarda"), devido a cor das cadeiras. Desde 2022, o nome do estádio foi comprado pela seguradora Acrisure, baseada em Michigan.